# Šejchupura
Šejchupura (urdsky شیخوپورہ, paňdžábsky شیخوپور, anglicky Sheikhupura) je město v provincii Paňdžáb v Pákistánu. Šejchupura byla založena v roce 1607 mughalským císařem Džahángírem a v roce 2017 byla 17. největším pákistánským městem podle počtu obyvatel. Je sídlem okresu Šejchupura. Šejchupura je průmyslovým centrem a satelitním městem Láhauru, od kterého se nachází asi 38 km na severozápad.

## Etymologie
Oblast kolem Šejchupury byla dříve známa jako Virk Garh neboli „Virkská pevnost“, což odkazovalo na etnickou skupinu Džátů, kteří zde žili. Město založené v roce 1607 pojmenoval sám mughalský císař Džahángír – první jméno města je zaznamenáno v jeho pamětech Tzuk e-Džahángírí, kde město označuje jako Džahángír pura. Město poté začalo být známé pod svým současným názvem, který je odvozen od Džahángírovy přezdívky Šejchu, kterou mu dala jeho matka, manželka Akbara Velikého.

## Historie

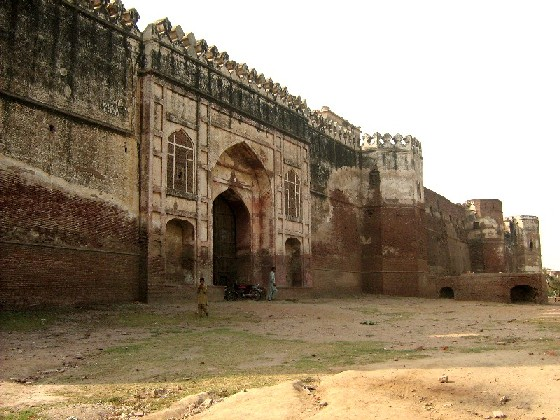
Pevnost Šejchupura byla postavena v roce 1607

### Mughalská říše
Mughalský císař Džahángír položil základy Šejchupury v roce 1607 poblíž staršího města, které bylo významným provinčním městem v rané mughalské éře. V letech 1607–1620 nechal postavit nedaleký komplex Hirán Minár, nejznámější místo v Šejchupuře, jako památník pro svého jelena Mansiraje, a to v době, kdy tato oblast sloužila císaři jako královské loviště. Džahángír položil v roce 1607 základy pevnosti Šejchupura, která se nachází v centru města.

### Britská Indie
Po nastolení britské koloniální vlády byl Bhattiům navrácen majetek, který jim byl zabaven sikhy. Rozsáhlá oblast mezi řekami Čanáb a Ráví byla zpočátku spojena do jednoho okresu, jehož prvním sídlem byla do roku 1851 Šejchupura. Oblast kolem Šejchupury získala v roce 1919 status okresu, jehož prvním správcem byl M.M.L. Karry.

## Rozdělení obyvatelstva
Před rozdělením Britské Indie tvořili sikhové 19 % obyvatel okresu. Přestože v oblasti převažovali muslimové, sikhové doufali, že hraniční komise přidělí oblast Indii vzhledem k blízkosti Šejchupury k městu Nánkana Sáhib, které je považováno za rodiště zakladatele sikhismu Gurua Nánaka. Šejchupuru nepostihly nepokoje, které předtím v roce 1947 zachvátily Láhaur a sikhské obyvatelstvo města se nepřesunulo do Indie dříve, než byla vyhlášena Radcliffova linie, která vytyčila hranice Paňdžábu na indickou a pákistánskou část.
Sikhové z města neodešli a zůstali ve městě uvězněni až do 31. srpna 1947. V městském uprchlickém táboře bylo ubytováno na 100 000 sikhských uprchlíků, kteří do města přišli na začátku tohoto roku z Gudžranvaly a okolních měst. V Šejchupuře vypukly nepokoje mezi muslimy a sikhy, při kterých bylo mezi 16. a 31. srpnem zabito odhadem 10 000 lidí.

## Obyvatelstvo
Podle sčítání lidu z roku 1998 žilo ve městě 280 263 obyvatel. Podle pákistánského sčítání lidu z roku 2017 žilo ve městě 473 219 obyvatel, což je za 19 let nárůst o 68,82 %.